# Mantisse
Als Mantisse {\displaystyle m} bezeichnet man die Ziffernstellen einer Gleitkommazahl {\displaystyle \pm m\cdot 10^{e}} vor der Potenz. Es handelt sich also, im Fall der normalisierten Mantisse, um eine Zahl zwischen 0 und 1, wenn die erste Nachkommastelle ungleich 0 ist. Andernfalls kann die Mantisse auch andere Zahlen annehmen, büßt allerdings an Redundanz ein, da sie ihrem Zweck, dem Verkleinern der zu schreibenden Zahl, weniger gerecht wird.
Beispiel: Bei der Zahl 2,9979 · 108 ist 2,9979 die Mantisse.

## Mantisse bei Logarithmen
Bei der Arbeit mit dekadischen Logarithmen ist es auch üblich, nur die Nachkommastellen als Mantisse zu bezeichnen. Der Grund dafür ist, dass sie es sind, die die Folge der Ziffern der logarithmierten Zahl bestimmen. Von dieser Eigenschaft der dekadischen Logarithmen wird bei der Erstellung von Zahlentafeln zur Bestimmung dekadischer Logarithmen Gebrauch gemacht. Die dekadischen Logarithmen lassen sich dann leicht ermitteln, auch wenn kein elektronisches Hilfsmittel wie z. B. ein Taschenrechner oder ein Computer zur Verfügung steht.
Der dekadische Logarithmus besteht aus der Kennziffer sowie dem aus einer Irrationalzahl durch Runden entstandenen echten Dezimalbruch, der Mantisse. Der Numerus hat – unabhängig von der Kommastellung – immer dieselbe Mantisse. Die Kennziffer eines dekadischen Logarithmus stimmt mit dem Exponenten des Stellenwertes der ersten von Null verschiedenen Ziffer des Numerus überein.
Beispiele
Es ist der dekadische Logarithmus von 299.790.000 (log10 299.790.000 bzw. lg 299.790.000) zu bestimmen. Nach den Logarithmengesetzen ergibt sich daraus:
lg (108 · 2,9979) = lg 100.000.000 + lg 2,9979 = lg 108 + lg 2,9979 = 8 + 0,4768 = 8,4768
Der lg 299.790.000 hat die Mantisse 4768 und die Kennziffer 8, da die erste geltende Ziffer, die 2, den Stellenwert 108 hat.
(299.790.000 = 2 · 108 + 9 · 107 + 9 · 106 + 7 · 105 + 9 · 104 + 0 · 103 + 0 · 102 + 0 · 101 + 0 · 100)
Es ist der dekadische Logarithmus von 0,021544 (log10 0,021544 bzw. lg 0,021544) zu bestimmen. Nach den Logarithmengesetzen ergibt sich daraus:
lg {\displaystyle {\frac {2{,}1544}{100}}} = lg 2,1544 − lg 100 = lg 2,1544 − lg 102 = 0,333 33 − 2 = −1,666 67
Der lg 0,021544 hat die Mantisse 33333 und die Kennziffer −2, da die erste geltende Ziffer, die 2, den Stellenwert 10−2 hat.
(0,021544 = 0 · 100 + 0 · 10−1 + 2 · 10−2 + 1 · 10−3 + 5 · 10−4 + 4 · 10−5 + 4 · 10−6)

## Mantisse in der Informatik
In der Informatik sind die Mantissen für die Darstellung von Gleitkommazahlen von herausragender Bedeutung, die vorzugsweise dargestellt werden durch:
[Vorzeichen(s)] · [Mantisse(m)] · Basis(b)Exponent(e)
Jedoch ist hier die Definition der Mantisse offenbar nicht so eindeutig. Veröffentlichte Definitionen unterscheiden sich und sind teilweise sogar widersprüchlich. Zum Teil wird deshalb zur besseren Unterscheidung die von einigen englischsprachigen Autoren vorgeschlagene Bezeichnung significand auch im Deutschen als Signifikand verwendet, ist aber nicht allgemein gebräuchlich.
Am häufigsten erscheint die x.xxxx-Form der Mantisse, bei der die höchstwertige Stelle auf die Vorkommastelle geschoben wird (die Information über Schubweite und Richtung trägt der Exponent).
Normalisierte Mantisse (nur bei Basis b = 2)
Liegt die Mantisse im Wertebereich {\displaystyle 1\leq m<2} (also: die Vorkommazahl ist 1), so spricht man von einer normalisierten Mantisse.
Normierte Mantisse
Liegt die Mantisse im Wertebereich {\displaystyle {\tfrac {1}{b}}\leq m<1} (also: die Vorkommazahl ist 0 und die erste Nachkommastelle ist ungleich 0), so spricht man von einer normierten Mantisse (0.xxxx-Form).